# 진안군·무주군·장수군 (1988년 선거구)
진안군·무주군·장수군은 대한민국의 옛 국회의원 선거구이다. 당시 전라북도 진안군, 무주군, 장수군 지역을 관할했다.

## 역사
제13대 국회의원 선거를 앞두고 소선거구제가 시행되었다. 이에 진안군·무주군·장수군 선거구가 관할 구역을 유지하면서 1인 선거구로 개편되었다.
제17대 국회의원 선거를 앞두고 선거구 개편이 이루어지면서 임실군을 편입해 진안군·무주군·장수군·임실군 선거구가 신설됨에 따라 폐지되었다.

## 역대 국회의원
| 선거   | 정당 | 정당           | 의원   |
| ------ | ---- | -------------- | ------ |
| 1988년 |      | 평화민주당     | 이상옥 |
| 1992년 |      | 민주자유당     | 황인성 |
| 1996년 |      | 새정치국민회의 | 정세균 |
| 2000년 |      | 새천년민주당   | 정세균 |

## 역대 선거 결과

### 대한민국 제13대 국회의원 선거
|  | 58.47% |

|  | 39.95% |

|  | 1.56% |

### 대한민국 제14대 국회의원 선거
|  | 51.05% |

|  | 39.52% |

|  | 9.42% |

### 대한민국 제15대 국회의원 선거
|  | 68.86% |

|  | 24.49% |

|  | 3.85% |

|  | 2.78% |

### 대한민국 제16대 국회의원 선거
|  | 65.14% |

|  | 29.02% |

|  | 3.45% |

|  | 2.37% |